# 內惟埤

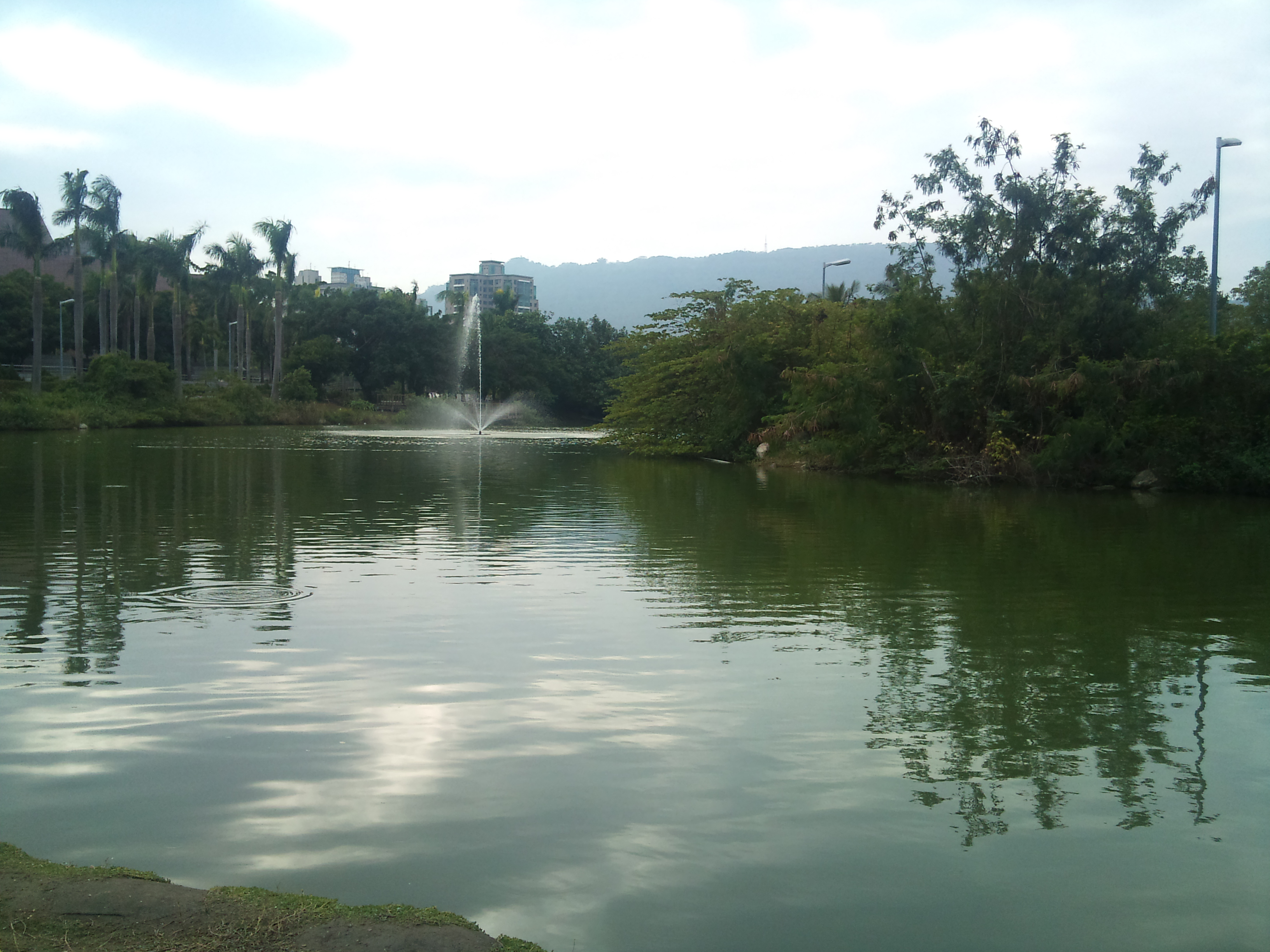
內惟埤文化園區

內惟埤為臺灣高雄市鼓山區的一座湖泊，北側有龜山、半屏山，西側有壽山，並緊臨愛河。臺灣清治時期康熙年間，為便利農田灌溉而開闢，是高雄市最大灌溉埤塘。1986年開始規劃成41公頃的美術園區，1989年動工，1994年1月完成美術館、美術廣場、迴廊等基本建築。後來蘇南成進一步擴大重劃，規劃文化園區。

## 註解
1. ↑  . 高雄市政府觀光局. 2018-04-18  [2018-06-13]. （原始内容存档于2020-05-01）.
2. ↑  . 內惟埤文化園區. 高雄市立美術館.   [2018-06-13]. （原始内容存档于2018-06-13）.

## 外部連結
- 內惟埤文化園區 - 高雄旅遊網 （页面存档备份，存于）
- 鼓山區公所-高雄市立美術館(內惟埤文化園區) （页面存档备份，存于）